# Wasyl Serafymowycz
Wasyl Serafymowycz (Bazyli Serafimowicz) (ukr. Василь Серафимович, ur. 11 października 1893, zm. 11 grudnia 1969 ) – nauczyciel, działacz społeczny i polityczny narodowości ukraińskiej, poseł na Sejm III kadencji w II RP z ramienia Bezpartyjnego Bloku Współpracy z Rządem.

## Życiorys
Urodził się 11 października 1893 r. w Chomsku, który w tym czasie należał do Cesarstwa Rosyjskiego. Był synem Aleksandra Serafymowycza (ukr. Олександра Серафимовича) .
W latach 1898–1914 mieszkał w Warszawie. Ukończył studia na Uniwersytecie Warszawskim. Początkowo pracował jako nauczyciel w Chełmie i Lublinie. W 1915 r., podczas I wojny światowej, został wcielony do armii rosyjskiej. W późniejszym okresie służył i walczył w armii Ukraińskiej Republiki Ludowej pod dowództwem Symona Petlury. Został zdemobilizowany w 1920 r. i powrócił do pracy jako nauczyciel. 28 sierpnia 1918 r. w Krzemieńcu ożenił się z Olgą z domu Makarewycz (ur. 29 grudnia 1898 r. w Białokrynicy), z którą miał córkę Ołenę urodzoną w 1924 r. w Rudce i syna Rostysława urodzonego w Bereżcach w 1930 r.. Od 1927 r. mieszkał i pracował w powiecie krzemienieckim. W miejscowości Bereżce koło Krzemieńca początkowo był nauczycielem, a następnie kierownikiem powszechnej szkoły.
Jako działacz polityczny był jednym z liderów polityki tolerancyjnych stosunków polsko-ukraińskich . W 1928 r. w czasie wyborów do sejmu II Rzeczypospolitej z rekomendacji wojewody wołyńskiego Henryka Józewskiego był kandydatem na posła z listy Bezpartyjnego Bloku Współpracy z Rządem, ale nie zdobył wtedy mandatu. W 1930 r. został wybrany przez Sejmik Powiatowy w Krzemieńcu na członka Okręgowej Komisji Wyborczej w Krzemieńcu. W wyborach do sejmu w listopadzie 1930 r. zdobył mandat poselski z listy nr 1 Bezpartyjnego Bloku Współpracy z Rządem w okręgu wyborczym nr 58 (Krzemieniec). W 1931 r. wziął udział w zebraniu ukraińskiej parlamentarnej reprezentacji Wołynia w ukraińskim klubie „Ridna chata” (ukr. „Рідна хата") w Łucku. W 1931 r. był jednym ze współzałożycieli partii Wołyńskie Zjednoczenie Ukraińskie . W latach 1931–1932 brał udział w tworzeniu Towarzystwa Rzeczników Prawosławnej Oświaty i Ochrony Tradycji Prawosławnych im. metropolity Piotra Mohyły . Działał w Wołyńskim Związku Młodzieży Wiejskiej i od 1931 r. był członkiem Zarządu Instruktoratu Koła Młodzieży Wiejskiej powiatu krzemieneckiego. W 1933 r. napływające informacje o Wielkim głodzie na Ukrainie zmotywowały go do wzięcia udziału w tworzeniu wołyńskiej publicznej organizacji pomocy głodującym . Należał wraz z żoną Olgą do założycieli zarejestrowanego 19 kwietnia 1934 r. przez wojewodę wołyńskiego w Łucku stowarzyszenie pod nazwą „Ukraińskie Towarzystwo Dobroczynności w Krzemieńcu” z siedzibą w Krzemieńcu. W 1934 r. został wybrany na wiceburmistrza Krzemieńca. Zajmował to stanowisko również w 1936 r. i w 1939 r . W 1941 r. został kierownikiem wydziału edukacji publicznej w obwodzie winnickim. Z jego inicjatywy Winnicki Instytut Pedagogiczny wznowił swoją działalność we wrześniu 1941 r. już po zajęciu Ukrainy przez nazistowskie Niemcy. Pracował jako profesor w tym instytucie. W 1941 r. zredagował i opublikował książkę „Święta historia Nowego Testamentu” .
Po zakończeniu II wojny światowej w 1945 r. Wasyl Serafymowycz został umieszczony w obozie dla osób przesiedlonych zorganizowanym przez UNRRA w miejscowości Neumarkt w pobliżu Norymbergi w Niemczech na terenie dawnego niemieckiego nazistowskiego Dulagu. Wasyl Serafymowycz był jednym z organizatorów i dyrektorem ukraińskiego gimnazjum w obozie UNRRA w Neumarkt.  Był również nauczycielem historii. Gimnazjum działało od września 1945 r. do lipca 1949 r. 19 lipca 1949 r. obóz w Neumarkt został zlikwidowany, a jego mieszkańców przeniesiono do innych obozów. Wasyl Serafymowycz został przeniesiony do obozu w Landshut. W maju 1950 r. wraz z żoną Olgą i synem Rostysławem wyemigrował do Stanów Zjednoczonych Ameryki. Początkowo mieszkał i pracował w Saint Paul, stolicy stanu Minnesota. Był jednym z fundatorów ukraińskiej cerkwi prawosławnej pod wezwaniem Świętych Wołodymyra i Olgi w Saint Paul. W latach 1950–1954 był dyrygentem Cerkiewnego Chóru Parafii Świętych Wołodymyra i Olgi w Saint Paul. W 1961 r. został diakonem Ukraińskiego Autokefalicznego Kościoła Prawosławnego . Został przeniesiony do cerkwi Opieki Matki Bożej w Filadelfii, gdzie pełnił posługę jako ksiądz pomocniczy oraz był dyrygentem chóru cerkiewnego. W późniejszym okresie został proboszczem ukraińskiej cerkwi prawosławnej św. Jerzego w Minersville w stanie Pensylwania. Zmarł 11 grudnia 1969 r. w Minersville. Został pochowany na cmentarzu w South Bound Brook .